# Азіз Сідкі
Азіз Сідкі (араб. عزيز صدقي, англ. Aziz Sedki; *1920, Каїр — 26 січня 2008, Париж, Франція) — єгипетський політичний діяч, прем'єр-міністр Єгипту (1972—73) та інженер.

## Біографія
Азіз Сідкі народився в Каїрі в 1920 році. У 1944 році отримав диплом Каїрського університету в галузі інженерії. У 1945 році навчався в докторантурі Гарвардського університету в Кембриджі, Массачусетс (США).
По декількох роках після Липневої революції Сідкі працював у офісі єгипетського прем'єр-міністра (від 1955 року радником, співробітником Служби).
У 1956—64 роках Азіз Сідкі обіймав посаду міністра промисловості (за Насера). Він є автором програми індустріалізації Єгипту (здійснювалась з використанням допомоги СРСР), що було перетворено на «Загальний п'ятирічний план розвитку» (1961—65).
У 1964—72 роках —— заступник прем'єр-міністра.
У 1972—73 роках — прем'єр-міністр Єгипту.
Азіз Сідкі помер у 88-річному віці 26 січня 2008 року в Європейському госпіталі Жоржа Помпіду в Парижі (Франція).